# Kapaklıkuyu
Kapaklıkuyu (türkisch für Brunnen mit Deckel) ist ein Ortsteil (Mahalle) im Landkreis Saimbeyli der türkischen Provinz Adana mit 337 Einwohnern (Stand: Ende 2024). Im Jahr 2011 zählte Kapaklıkuyu 436 Einwohner.